# Squiffiec
Squiffiec är en kommun i departementet Côtes-d'Armor i regionen Bretagne i nordvästra Frankrike. Kommunen ligger i kantonen Bégard som tillhör arrondissementet Guingamp. År 2022 hade Squiffiec 752 invånare.

## Befolkningsutveckling
Antalet invånare i kommunen Squiffiec
Referens:INSEE